# فیلیپ لروآ
فیلیپ لُروآ (فرانسوی: Philippe Leroy‎؛ زادهٔ ۱۵ اکتبر ۱۹۳۰ – درگذشتهٔ ۱ ژوئن ۲۰۲۴) بازیگر اهل فرانسه بود.
از فیلم‌هایی که وی در آن نقش داشته است، می‌توان به عروس جوان، زندگی لئوناردو داوینچی، زمستان ۵۴، ابه پیر، یک زن شوهردار، دختری به نام نیکیتا، لیبرتین، حفره، گربه، فراسوی نیک و بد، دون بوسکو، زیرشیروانی، یانکی، دوشیزه‌ای برای شاهزاده، پدر ماتئو، عشق و ازدواج، لیبرا، عشق من، کالیبر ۹، زن بی‌حیا، مانایا، زنان روستایی کم‌حرف و من و پادشاه اشاره کرد.
فیلیپ لروآ در ۱ ژوئن ۲۰۲۴، در سن ۹۳ سالگی درگذشت.